# Lymeon adjicialis
Lymeon adjicialis là một loài tò vò trong họ Ichneumonidae.